# سفارة سوريا في بون

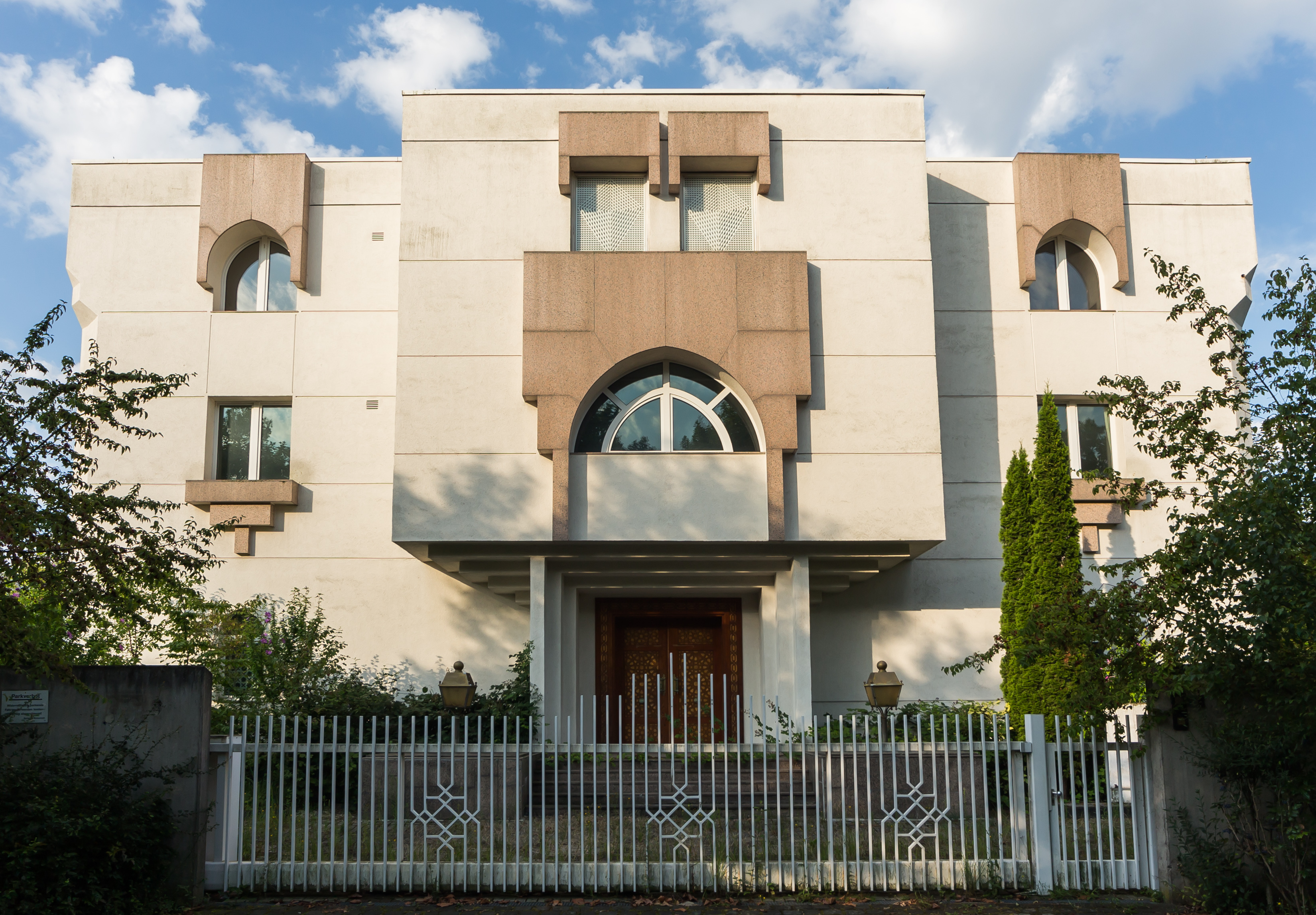
المبنى القنصلي السابق للسفارة السورية ,Andreas-Hermes-Straße (2014)

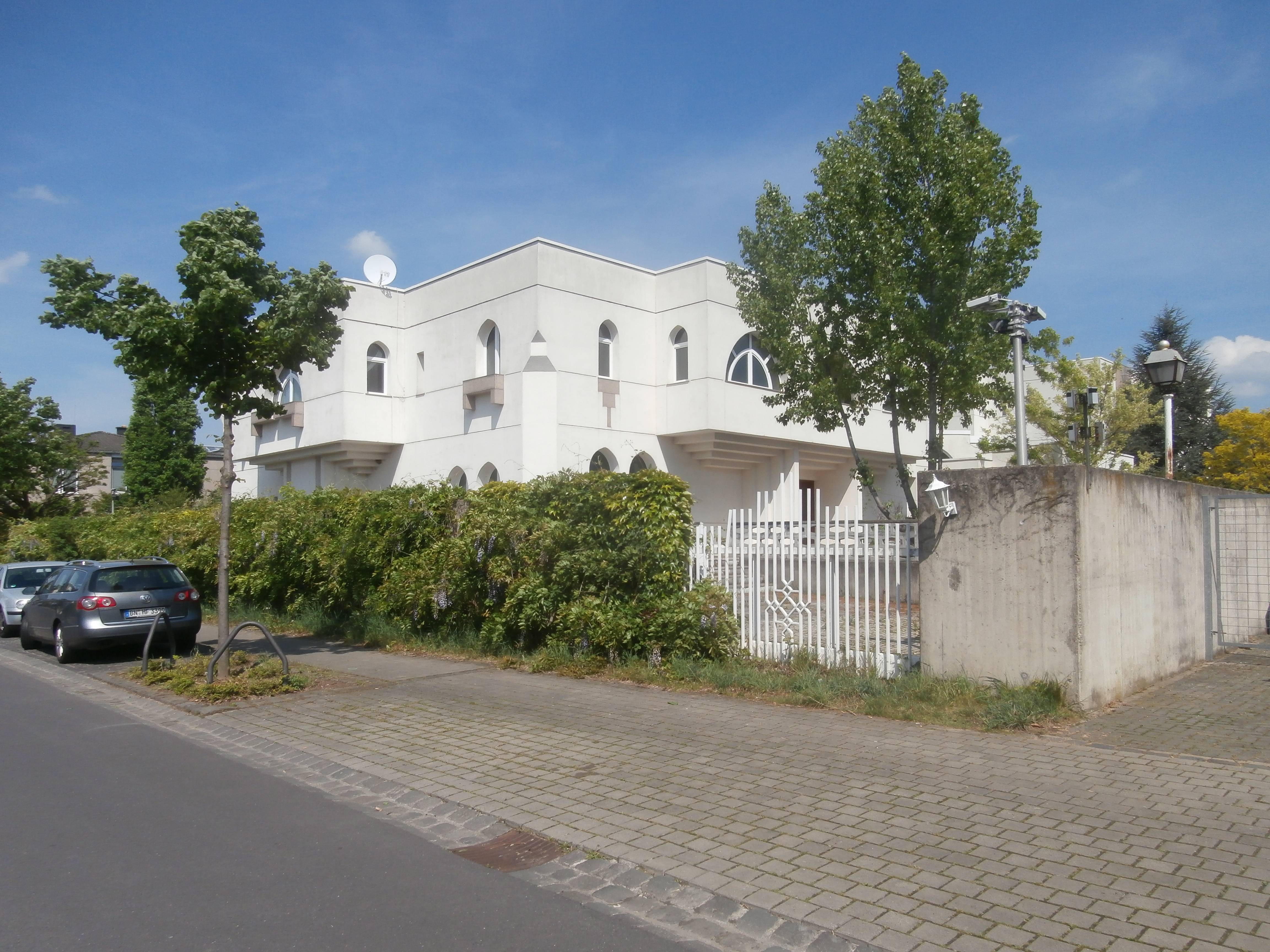
المبنى الحكومي السابق للسفارة السورية, Ferdinand-Lassalle-Straße (2014)

سفارة الجمهورية العربية السورية في جمهورية ألمانيا الإتحادية إتخذت  مقرها من 1990 حتى 2002/03 في الحي البوني هوخكرويتز. كانت السفارة السابقة تقع في المحيط الجنوبي للحي الجنوبي في  منطقة رايناو. ولا يزال المبنى مملوك لسوريا، التي تعرضه للبيع في الوقت الحالي.

## التاريخ
بعد إقامة العلاقات الدبلوماسية معجمهورية ألمانيا الاتحادية 1953 افتتحت سوريا سفارة في مقر حكومة في بون، والتي كانت في البداية في الموقع السابق للقنصلية السورية العامة في الحي الكولني مارينبورغ (Lindenallee 64).  بعد ذلك بوقت قصير انتقلت إلى Bad Godesberg (حتى عام 1954)، المركز الجغرافي للبعثات الدبلوماسية، حيث استقرت في فيلا Kronprinzenstraße 2. مع اندماج سوريا ومصر في الجمهورية العربية المتحدة (VAR) في عام 1958، تحولت السفارة السابقة لسوريا إلى الرسالة المشتركة لكلا البلدين. بعد تفكك الاتحاد في عام 1961، لم يعد موطنا للسوريين، ولكن التمثيل المصري. ومنذ ذلك الحين، كان لدى الجمهورية العربية السورية رسالة في فيلا Rheinallee 9، مع إدارة عسكرية فيSüdstadt (Argelanderstraße 61). بعد توتر  وقطع العلاقات الدبلوماسية بين سوريا وألمانيا الغربية نتيجة الاعتراف ألمانيا الغربية بإسرائيل  ومن هناك تقدمت سوريا لسفارة باكستان في الشروع في حماية «مصالح الجمهورية العربية السورية» بما فيها الأعمال التجارية في ألمانيا. مع عودة العلاقات بين البلدين يوم 7 أغسطس 1974 افتتحت سوريا سفارة أخرى  والتي إتخذت مقرها في Bad Godesberg (Am Kurpark 2). وكان المسؤول الأعلى في السفارة مبدئيا مبعوثا على شاكلة  القائم بالأعمال. وأصبح مقر السفارة، مقر إقامة السفير في المكتب من يونيو 1976، في منطقة Muffendorf (Klosterbergstraße 72).
بعد أن أقامت بون نفسها كمقر للحكومة الألمانية الغربية، كانت سوريا في الثمانينيات من بين الدول التي أرادت تأسيس تمثيلها الدبلوماسي في منطقة السفارة المخطط لها على حافة Rheinauenpark في جنوب المنطقة البرلمانية والحكومية آنذاك.. قبل سقوط جدار برلين بفترة وجيزة في 9 نوفمبر 1989، والذي شكك في وضع بون كمقر للحكومة الألمانية الغربية، كانت سوريا البلد الوحيد  الذي بدأ بتشييد مبنى السفارة في هذا الموقع - الذي ضم كل من مبنى السفارة ومقر الإقامة.. تم تصميم المبنى الجديد للسفارة السورية بتكليف من المهندس المعماري ن. كاسري من كولونيا (التوقيع في تطبيق البناء)، مع التصميم الداخلي محمد وليد سيروان. استغرق التأثير الحاسم على التصميم من قبل السفير السابق سليمان حداد. تم استيراد التصميم الداخلي بالكامل من سوريا، حيث ساهم 40 فنانًا سوريًا محليًا في صناعة العمل. كلف المبنى 14 مليون مارك ألماني، تم التبرع ببعض الأثاث من قبل رواد الأعمال والأفراد. وقد تم الانتقال إلى مبنى السفارة الجديد الذي استغرق التأثير الحاسم على التصميم السفير السابق سليمان حداد. تم استيراد التصميم الداخلي بالكامل من سوريا، حيث ساهم 40 فنانًا سوريًا محليًا في صنعة العمل. كلف المبنى 14 مليون دنماركية وتم التبرع ببعض الأثاث من قبل رواد الأعمال والأفراد. وقد تم الانتقال إلى مبنى السفارة الجديد الذي يضم حوالي 30 موظفًا في ربيع عام 1990، وهو المبنى الوحيد في منطقة السفارات المخططة لها في بون وكان الواحد قبل الأخير في بون على الإطلاق.ضم حوالي 30 موظفًا في ربيع عام 1990، وهو المبنى الوحيد في منطقة السفارات المخططة والواحدة قبل الأخيرة في بون على الإطلاق.
في أعقاب نقل الحكومة الألمانية مقرها إلى  برلين عام (1999) نقلت السفارة السورية لهناك عام  2002/03. منذ ذلك الحين، وبينما كانت لا تزال السفارة القديمة في بون مملوكة لسوريا، فقد استخدمت في بعض الأحيان للأحداث التي نظمتها الجمعية الألمانية السورية. في عام 2005 قررت الحكومة السورية إنشاء قنصلية عامة ومركز ثقافة وسياحة في المبنى. ومع ذلك، فإن تنفيذ هذا القرار كان يعتمد على التمويل منذ البداية ولم يحدث. منذ اندلاع الثورة السورية في عام 2011، تكرر ظهور شخصيات المعارضة مراراً وتكراراً أمام المبنى، الذي داهمه الأكراد أيضاً في نوفمبر / تشرين الثاني 2012 كجزء من مظاهرة ضد النظام السوري. Iفي يونيو 2017، أعلن أنه على عكس الخطط السابقة، ستعتزم سوريا بيع العقار من خلال إجراء مزاد على مدى لشهرين. في مارس 2018 لم يتم البيع بعد.

## المبنى
السفارة السورية هي واحدة من السفارات الجديدة القليلة في بون التي بنيت بهدف تمثيلها بشكل يعكس السمات النموذجية للبلاد. ويتكون من مبنى من ثلاثة طوابق متواجد في شارع Andreas-Hermes-Straße ومبنى سكني مكون من طابقين متصل بمبنى مسطح في شارع Ferdinand-Lassalle-Straße ويغطي مساحة أرضية تبلغ 4000 متر مربع تقريبًا. يحتوي كلا الجزئين من المبنى على شكل أساسي مكعب (على هيئة مكعب)، ويتم توفيرهما بنسيج أبيض ولهما أفنية (فناء). يبني الاتصال الأوسط قاعة اجتماعات تمثيلية.
تم تزيين مجمع المباني من وحي الثقافة والعمارة الشرقية، والتي بنيت بشكل خاص على شكل دمشق من القرن الثامن في عهد السلالة الأموية («نمط دمشق»). تحت عنوان واسع يدعىMittelrisalit  ، تم وضع مدخل مدخل المبنى مع باب مزدوج خشبي لثوب مدبب، والنوافذ المتفرقة مصنوعة من الجرانيت الأحمر. يعتبر التصميم الداخلي للمبنى، بما في ذلك القاعات المكونة من طابقين، رائعًا بشكل خاص. الأرضيات مطعمة بالرخام والجدران والسقوف مزخرفة باللون الذهبي أو مزينة بالرخام. يوجد في الطابق السفلي حمام تقليدي وحمام بخار عربي إسلامي. يحتوي الفناء الخاص بالسكن على نوافير، وقد تم تجهيزه في الأصل بزواحف.
„ قد مزجت فن العمارة الشرقية من الأشكال والهياكل الضخمة مع العمارة الأجنبية الحديثة - وهو نوع ما أصبح حداثة شرقية - لأنها معمولة في هذه الطريقة المدهشة فقط على امتداد السفارة الصينية (...) "- أنجيليكا شيما (2003)

## الأدب
- لشراء الكتب باللغة الألمانية
- Angelika Schyma: In Diplomatischer Zurückhaltung. Botschaftsarchitektur der Bundesrepublik Deutschland in Bonn von der Staatsgründung bis zum Fall der Mauer. In: Botschaften in Berlin, Gebr. Mann Verlag, Berlin 2003, ISBN 3-7861-2472-8, S. 29–41 (hier: S. 38/39).
- Hilda Ortiz Lunscken (Hrsg.); Hilda Ortiz Lunscken, Ingeborg Fischer-Dieskau (Fotos: Martin Krockauer): Pour Memoire. To Remind. Zur Erinnerung – Botschafterresidenzen am Rhein. Ortiz-Lunscken Publishers, Bonn 1999, ISBN 3-9806801-0-X, S. 120–121.

## أنظر أيضاَ
- قائمة البعثات الدبلوماسية في بون
- قائمة السفراء السوريين في ألمانيا